# キリム
キリム (Kirimu) は、コンゴ民主共和国の山岳地帯に暮らすニャンガ族に伝わる森の怪物。
その姿は七つの頭に七つの角、七つの目を持っており、牙は犬の物で、尻尾は鷲の物であるという。獣竜ともいえる。普段は森の中でじっとしているが、腹が減ると動き出し、近辺の村々を襲い人間を食べるという。
キリムは『ムウィンド叙事詩』では、トゥボンド（Tubondo）という村の英雄ムウィンドに野ブタ（または猪）を捕らえるようにと遣わされたピグミーのハンター3人を丸呑みにしている。その後ムウィンドはコンガの笏（conga-scepter）と、これまでも幾度と無く奇跡を起こしてきた彼の歌を用いてキリムを倒している。ムウィンドの村の人々がキリムの腹を開けると3人のピグミーのハンターが生きたまま飛び出した。それどころか7つの目を火であぶったところ、過去にキリムに食べられた人々が次々と生きたまま飛び出し、その人数は1000人に及んだ。ムウィンドはその人々のために山をひとつ与えた。しかしキリムは、今までにたびたびムウィンドを助けてきた雷の精霊ヌクバ（またはンクバ。Nukuba）と昵懇であったことが語られ、ムウィンドはキリムを殺した罰を受けることとなる。

## 関連書籍
- ダニエル・ビーブイック（英語版）、カホンボ・C・マテエネ編、楠瀬佳子、風呂本惇子訳 『ニャンガの昔話』 同朋舎〈アフリカ昔話叢書〉、1983年2月。ISBN 978-4-8104-0307-7。